# مقهى الهموز
مقهى الهموز هو أحد أعرق المعالم الثقافية والاجتماعية في فلسطين يقع في قلب البلدة القديمة لمدينة نابلس. تأسس في عام 1892 خلال الحقبة العثمانية ولا يزال يحتفظ بمعالمه التاريخية حتى اليوم.

## التأسيس والتاريخ
تأسس مقهى الهموز على يد عائلة الهموز في عام 1892، خلال فترة الحكم العثماني لفلسطين. يُعدّ من أقدم المقاهي في فلسطين، حيث شهد العديد من الأحداث التاريخية وتغيرات الحكم، بدءًا من العهد العثماني، مرورًا بالانتداب البريطاني، ثم الحكم الأردني، وصولًا إلى عهد السلطة الوطنية الفلسطينية.

### الموقع الحالي
يقع مقهى الهموز في شارع الشويترة بمدينة نابلس ويُعدّ من أبرز المعالم السياحية والثقافية في المدينة، حيث يستقطب الزوار من مختلف الأعمار والاهتمامات.

## دور ثقافي وفني
كان المقهى مركزًا للأنشطة الثقافية والفنية، حيث استضاف العديد من الفنانين والمثقفين. من أبرز الفنانين الذين زاروا المقهى: أم كلثوم، التي غنت فيه أغنية "يا بدر اختفِ" وفريد الأطرش، وأسمهان، ومحمد عبد الوهاب. 

## العمارة والتصميم
يتميز المقهى بطرازه المعماري العثماني، حيث يحتفظ بالعديد من المعالم الأصلية مثل البوابة الحديدية، والنوافذ المزخرفة، والنافورة التي تتوسط ساحته. كما يحتوي على مقتنيات تاريخية مثل الراديو القديم والفونغراف، مما يعكس الأجواء التقليدية للمكان.

### المقهى والمقاومة
لعب المقهى دورًا مهمًا خلال فترات النضال الفلسطيني، خاصة خلال الانتفاضة الأولى حيث كان ملتقى للمناضلين ومكانًا لعقد الاجتماعات السرية. كما استخدم كمركز للتعليم الشعبي عندما كانت المدارس مغلقة بسبب حظر التجول.